# 咬伤
咬伤是外伤的一种，由动物撕咬导致，常见猫、狗、蛇类咬伤。被人咬致伤也可包括在内。根据动物种类不同，对咬伤的处置主要有防止伤口感染、防止传染病、防中毒及止血等措施。